# 塔瑪儂遺址

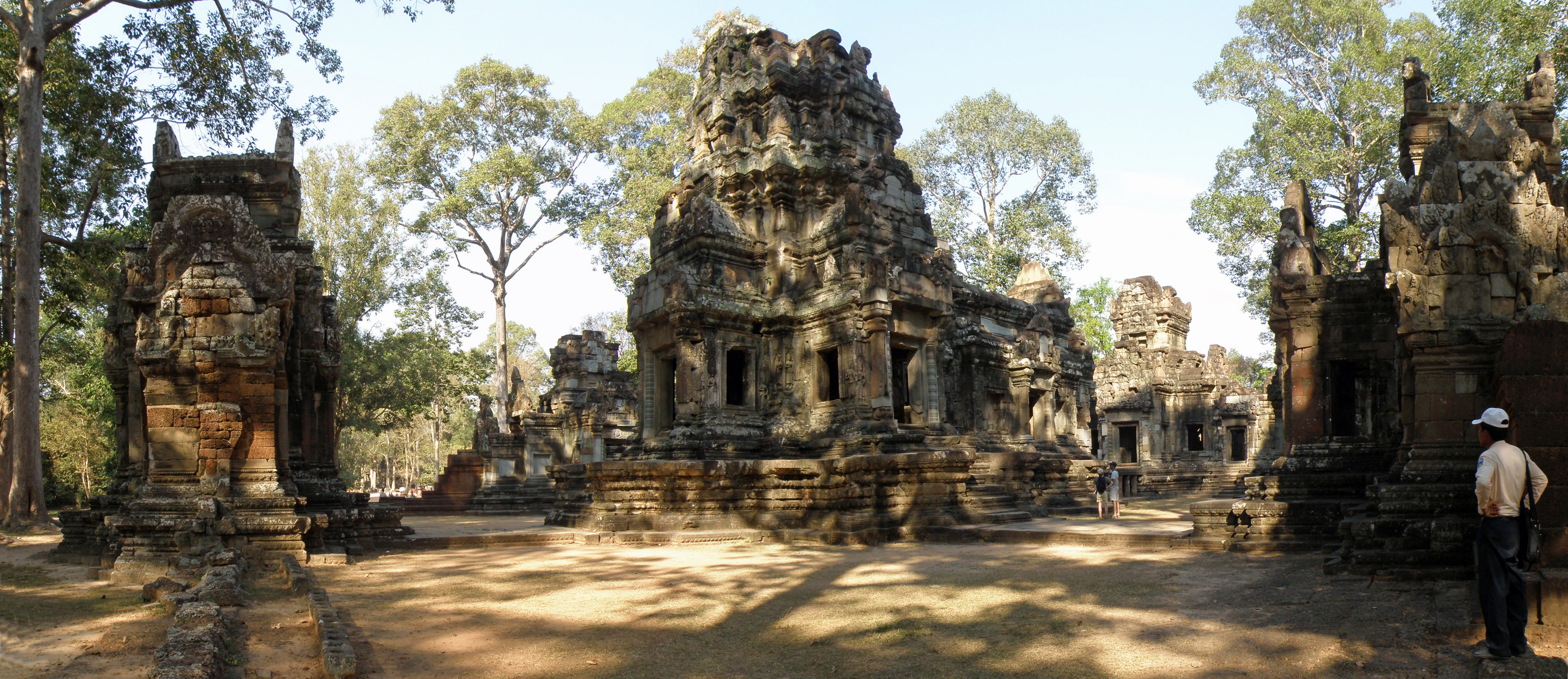
塔瑪儂遺址

塔瑪儂遺址是吳哥古蹟中一座小而精緻的印度寺廟，坐落於柬埔寨吳哥城勝利門東側、週薩寺北側。1992年被聯合國列入世界文化遺產。12世紀時，吳哥王朝國王蘇利耶跋摩二世為信仰而修建了許多廟宇，其中便包括塔瑪儂寺及著名的吳哥窟等。塔瑪儂寺的供奉主神為濕婆與毗濕奴。

## 參考資料

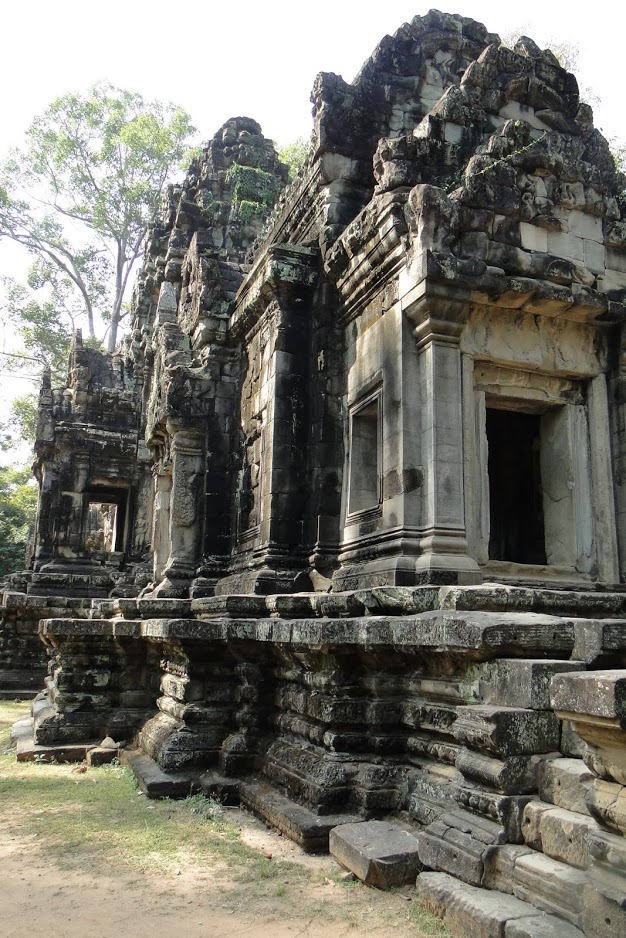
修復後的紀念碑

## 外部連結
- 聯合國官網－吳哥古蹟 （页面存档备份，存于）

13°26′48″N 103°52′38″E / 13.44667°N 103.87722°E